# Nobuyuki Kawashima
Nobuyuki Kawashima (川島 將 Kawashima Nobuyuki?), född 4 februari 1992 i Tokyo prefektur, är en japansk fotbollsspelare.
Kawashima började sin karriär 2014 i Tochigi Uva FC. Efter Tochigi Uva FC spelade han för Thespakusatsu Gunma, Fujieda MYFC och Giravanz Kitakyushu.